# Aidan (tên)
Aidan, Aiden và Aedan là các dạng Anh hoá chính của tên gọi riêng nam giới trong tiếng Ireland Aodhán và trong tiếng Gael Scotland Aodhàn.

## Từ nguyên và phiên âm
Tên gọi này có nguồn gốc từ tên gọi Aodhán, là một dạng tên âu yếm của Aodh. Tên riêng Aodh nghĩa là "sôi nổi, nồng nhiệt" và/hoặc "người mang lửa" và là tên gọi của thần Mặt Trời trong văn hoá của người Celt (xem Aed).
Trước đây chỉ phổ biến ở Ireland và Scotland, tên gọi này và các biến thể của nó đã trở nên phổ biến ở Anh, Hoa Kỳ, và Canada. Aidan đứng thử 57 trong số các tên gọi phổ biến nhất ở Hoa Kỳ từ đầu những năm 2000, được đặt cho hơn 62.000 bé trai, trong khi Aiden xếp thứ 66, được đặt cho hơn 51.000 bé trai. Các biến thể khác ít phổ biến hơn, ví dụ như Hayden xếp thứ 88, Ayden xếp thứ 189, Aden xếp thứ 333, Aydan xếp thứ 808, và Aydin xếp thứ 960, theo Cơ sở dữ liệu An ninh xã hội Hoa Kỳ.  "Aidan/Aiden" là tên gọi phổ biến nhất cho các bé trai ở Canada vào năm 2007.
Sự phổ biến của nó cũng được phản ánh trong sự xuất hiện của các tên có phát âm tương tự như Braden, Caden, Hayden, và Jayden.
Aidan (hoặc bất kỳ biến thể có lý nào) khi là tên gọi cho một bé gái không xuất hiện trong bảng xếp hạng 1000 tên gọi cho bé gái trong cùng cơ sở dữ liệu, mặc dù đôi khi nó được đặt cho bé gái.
Một số nguồn cho thấy rằng dạng tên gọi tương đương cho nữ giới của Aidan là Eithne, tên gọi có cùng ý nghĩa.

## Tên riêng

### Trung cổ
- Áedán mac Gabráin (cai trị k. 574–609), Vua của Dál Riata, đôi khi được Anh hoá là Aidan of Dalriada
- Aeddan ap Blegywryd (died 1018), hoàng tử người xứ Wales của Gwynedd
- Adam, Bá tước của Angus (cai trị từ khoảng trước năm 1189)
- Thánh Máedóc của Ferns (550–632), cũng gọi là Áedan
- Thánh Aidan của Lindisfarne (mất 651), nhà truyền giáo người Ireland

### Hiện đại
- Aidan Baker (sinh 1974), nhạc công người Canada
- Aidan Banks, tay guitar người Anh
- Aidan Browne, người dẫn chương trình người Bắc Ireland
- Aiden Byrne, đầu bếp người Anh
- Aidan Chambers (sinh 1934), tác giả người Anh
- Aidan Cooney, người dẫn chương trình người Ireland
- Aidan Crawley (1908–1993), chính khách người vương quốc Anh
- Aidan J. David (sinh 1981), diễn viên người Anh
- Aidan Davis (sinh 1997), vũ công người Anh
- Aidan Delgado (sinh 1981), quân nhân và nhà vận động phản chiến người Hoa Kỳ
- Aidan Devine, diễn viên điện ảnh người Canada
- Francis Aidan Gasquet (1846–1929), hồng y người Anh
- Aidan Gillen (sinh 1968), diễn viên người Ireland
- Aidan Gillett (sinh 1986), diễn viên người Úc
- Aidan Girt, tay trống người Canada
- Aidan Gould (born 1996), diễn viên người Hoa Kỳ
- Aiden Grimshaw, nhạc công người Anh
- Aiden Guerra, cầu thủ bóng bầu dục rugby league người Úc
- Aidan Hartley (sinh 1965), tác giả và nhà báo người vương quốc Anh
- Aiden J. Harvey (sinh 1944), diễn viên hài người Anh
- Aidan Heavey (sinh 1953), thương nhân người Ireland
- Aidan Higgins (sinh 1927), nhà văn người Ireland
- Aidan Hughes (sinh 1956), nghệ sĩ người Anh
- Aidan Kelly (sinh 1940), nhà nghiên cứu về Wicca người Hoa Kỳ
- John Aidan Liddell (1888–1915), phi công người Anh
- Aiden MacCarthy (1914–1992), bác sĩ người Ireland
- Aidan Carl Matthews (sinh 1956), nhà văn người Ireland
- Aidan McAnespie (1965–1988), nạn nhân người Ireland trong sự kiện the Troubles
- Aidan McArdle (sinh 1970), diễn viên người Ireland
- Aidan McLindon (sinh 1980), chính khách người Úc
- Aidan Mitchell (sinh 1993), diễn viên người Hoa Kỳ
- Aidan Moffat (sinh 1973), nhạc công người Scotland
- Aidan Quinn (sinh 1959), diễn viên người Hoa Kỳ
- Aiden Wilson Tozer (1897–1963), nhà hùng biện người Hoa Kỳ
- Aidan Turner (sinh 1983), diễn viên người Ireland
- Aiden Turner (sinh 1977), diễn viên người Anh
- Aidan White (journalist) (sinh 1951), nhà báo người vương quốc Anh
- Aidan Zammit (sinh 1965), nhạc sĩ người Malta

#### Thể thao
- Aiden Blizzard (sinh 1984), tuyển thủ cricket người Úc
- Aiden Butterworth (sinh 1961), cầu thủ bóng đá người Anh
- Aiden Cairns, cầu thủ bóng bầu dục rugby league người Úc
- Aidan Coleman (sinh 1988), Irish jockey người Ireland
- Aidan Collins (English footballer) (sinh 1986)
- Aidan Daly (sinh 1978), cầu thủ bóng rổ người New Zealand
- Aidan Davison (sinh 1968), cầu thủ bóng đá người vương quốc Anh
- Aidan Downes (sinh 1988), cầu thủ bóng đá người Ireland
- Aidan Fennelly, cầu thủ bóng đá Gael người Ireland
- Aidan Fogarty (sinh 1982), tuyển thủ hurling người Ireland
- Aidan Fogarty (hurler) (sinh 1958), tuyển thủ hurling người Ireland
- Aidan Kearney (sinh 1984), tuyển thủ hurling người Ireland
- Aidan Kirk (sinh 1986), cầu thủ bóng bầu dục rugby league người New Zealand
- Aidan McCaffrey (sinh 1957), cầu thủ bóng đá người Anh
- Aiden McGeady (sinh 1986), cầu thủ bóng đá người Ireland
- Aidan Murphy (sinh 1967), cầu thủ bóng đá và huấn luyện viên người Anh
- Aidan Newhouse (sinh 1972), cầu thủ bóng đá người Anh
- Aiden O'Brien, cầu thủ bóng đá người Ireland
- Aidan O'Brien (sinh 1969), huấn luyện viên đua ngựa người Ireland
- Aidan O'Kane (sinh 1979), cầu thủ bóng đá người Bắc Ireland
- Aidan O'Mahony (sinh 1982), cầu thủ bóng đá Gael người Ireland
- Aiden Palmer (sinh 1987), cầu thủ bóng đá người Anh
- Aidan Price (sinh 1981), cầu thủ bóng đá người Ireland
- Aiden Tolman (sinh 1988), cầu thủ bóng bầu dục rugby league người Úc
- Aidan Walsh (sinh 1990), tuyển thủ hurling và cầu thủ bóng đá Gael người Ireland

## Nhân vật hư cấu
- "Aidan" (tập phim The Inside), tiêu đề tập 8 của loạt phim truyền hình The Inside
- Aidan Brosnan, nhân vật hư cấu được đóng bở Sean Maguire trong loạt phim truyền hình EastEnders
- Aiden Burn, nhân vật nữ hư cấu trong loạt phim truyền hình CSI: NY
- Aiden Dennison, nhân vật hư cấu trong loạt phim truyền hình South of Nowhere
- Aidan Devane, nhân vật hư cấu đóng bởi Aiden Turner trong loạt phim truyền hình All My Children
- Aiden Ford, nhân vật hư cấu trong loạt phim truyền hình Stargate Atlantis
- Aiden Lucas, nhân vật hư cấu trong loạt phim truyền hình Ghost Whisperer
- Aidan Lynch, nhân vật hư cấu trong tiểu thuyết Harry Potter và chiếc cốc lửa by J.K. Rowling
- Aidan Waite, nhân vật hư cấu trong loạt phim truyền hình chính kịch/kinh dị của kênh Syfy Being Human